# Kerntechnische Anlage Nyŏngbyŏn

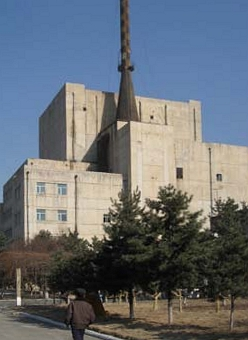
Gebäude des 1986 fertiggestellte 5-Megawatt (elektrische Leistung) Kernreaktor der kerntechnischen Anlage Nyŏngbyŏn, welcher von der IAEO inspiziert wurde und bis ca. 2003 betrieben wurde. Der Kernreaktor wäre in der Lage Plutonium zu produzieren. Seit 2014 vermuten Experten, dass Nordkorea den Reaktor wieder in Betrieb nehmen möchte. An dem Komplex Yongbyon befinden sich auch weitere meist ältere Anlagen und Labore, z. B. zur chemischen Separation, Metallurgie, Brennelementeherstellung usw. Nordkorea verfügt heutzutage über Urananreicherungsanlagen nahe dem Nyŏngbyŏn-Standort, die auf Gaszentrifugen-Technologie basieren. Die Führung des Landes hat die Anlage öffentlich gemacht. Foto aus dem Jahr 2009.

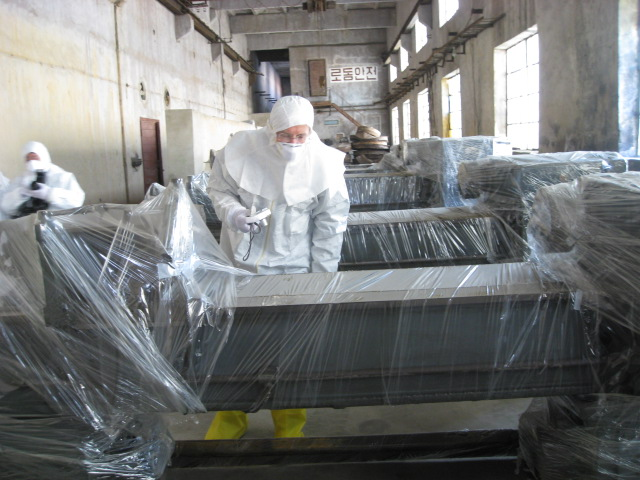
Inspektion einer stillgelegten Kernbrennstoff- bzw. elemente Anlage. Foto aus dem Jahr 2008.

Die Kerntechnische Anlage Nyŏngbyŏn oder auch der englisch Yongbyon Nuclear Research Center (YNRC) stellt den größten Teil der kerntechnischen Anlagen der Demokratischen Volksrepublik Korea (DVRK) dar. 
Der Komplex befindet sich nahe der Stadt Nyŏngbyŏn (DVRK-Rechtschreibung: 녕변, Nyŏngbyŏn; südkoreanische Rechtschreibung: 영변, Yŏngbyŏn/Yeongbyeon), 100 km nördlich von Pjöngjang, in der Provinz P’yŏngan-pukto.
Der Yongbyon-Komplex besteht aus mehreren kerntechnischen Anlagen, die allesamt im Zusammenhang mit dem militärischen Atomprogramm Nordkoreas aufgefallen sind. 
Die meisten Atomanlagen Nordkoreas waren in der Vergangenheit der Internationalen Atomenergie-Organisation (IAEO) zugänglich, insbesondere zwischen etwa 1990 und 2009, als Inspektionen und Kontrollen durch die IAEO und andere Experten stattfanden. Seit 2009 hat Nordkorea jedoch den Zugang zu seinen Anlagen stark eingeschränkt, sodass die genauen Details der Nutzung und der Zwecke dieser Anlagen weitgehend unbekannt sind.
Der folgende Artikel beschreibt die Entwicklung und Entstehung des Atomkomplexes Nyŏngbyŏn. Die diplomatischen, politischen und anderen Entwicklungen sind im Artikel Nordkoreanisches Kernwaffenprogramm dokumentiert.

## Geschichte

### Ursprünge und danach
1962 beschloss die Regierung Nordkoreas, bei Nyŏngbyŏn (eine Kleinstadt mit ca. 9.500 Einwohnern) mit sowjetischer Hilfe im Rahmen eines friedlichen Programms zur Nutzung der Kernenergie ein Atomforschungszentrum einzurichten.
Die Sowjetunion (SU) lieferte 1965 einen ihrer bekannten Forschungsreaktoren Typ IRT-2000 (auch bezeichnet IRT-2M; basierend auf dem IRT-1000 Vorgänger) mit 2 MW Leistung. Er ging 1967 in Betrieb. 
Bis 1973 lieferte die Sowjetunion Brennstäbe, die bis zu 10 % mit spaltbarem Uran-235 angereichert waren. Mitte der 1970er Jahre modernisierte Nordkorea den Forschungsreaktor und stellte ihn auf hoch angereichertes Uran um, was die Leistung des Reaktors steigerte oder seine Verwendungszeit verlängerte, vgl. auch Reaktivität.
In den 1980er Jahren wurde der Standort um eine Anlage zur Herstellung von Brennelementen sowie eine Anlage zur Wiederaufarbeitung von Kernbrennstäben erweitert. Zugleich wurde mit dem Bau der Nuklearanlage in T’aech’ŏn, nordwestlich von Nyŏngbyŏn (Kleinstadt mit 13.000 Einwohne), begonnen.
Der Ausbau der Anlage auf der anderen Flussseite mit einem weiteren Reaktor mit 50 MWth Leistung sowie der kerntechnischen Anlage in T’aech’ŏn mit einer Leistung von 200 MWth wurden bis heute nicht vollendet bzw. ein genauer Status ist unbekannt.

### Nyŏngbyŏn-Reaktor

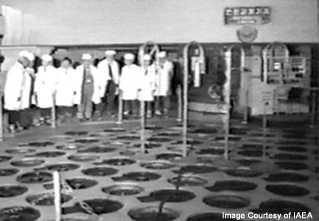
Inspektionsteam der IAEO des 5 MWe Yongbyon graphit-moderierten Kernreaktors. Die Experten stehen auf dem biologischen Schild (Schutzdecke) des Kernreaktors. Sichtbar sind Brennelemente und Kanäle. Foto aus dem Jahr 2005.

Die Führung von Pjöngjang beschloss in den 1980er Jahren den Bau eines eigenen zweiten thermischen, graphit-moderierter Reaktors mit einer elektrischen Leistung von 5 MW. Mit diesem Reaktortyp, auch bekannt als Nyŏngbyŏn-Reaktor, kann auch Plutonium produziert werden. Zwar wird das Element auch in allen anderen Kernreaktoren produziert, jedoch kann es dort nicht ohne erheblichen Aufwand extrahiert werden.
Genauer war der Nyŏngbyŏn-Reaktor operativ zwischen 1986 und 1994 und später zwischen 2003 und 2007. Die thermische Leistung wird von Experten auf 20 MWth geschätzt, wobei sich je nach Konfiguration abschätzen lässt, dass der Reaktor jährlich zwischen 4 und 8 kg Plutonium produzieren könnte. In erster Näherung lässt sich dann die folgende Produktionsmenge für den Zeitraum von 12 Jahren abschätzen: 12 {\displaystyle \times } 0,7 {\displaystyle \times } 20 {\displaystyle \times } 365 {\displaystyle \times } 0,7 {\displaystyle \approx } 40 kg, wobei eine Konversionsrate von 0,7 und ein Nutzungsgrad von 0,7 angenommen wurde. Experten schätzen mit einer genaueren Modellmethode rund 43 kg ab. In dem Jahr 2008 gab Nordkorea selbst an 37 kg Plutonium produziert zu haben und 2 kg für seinen Test im Jahr 2006 verwendet zu haben. 
Es wird vermutet, dass Nordkorea versucht hat, für das Assad-Regime in Syrien einen ähnlichen Reaktor, genannt al-Kibar-Reaktor, zu bauen. Dieser wurde von der israelischen Luftwaffe 2007 zerstört (Operation Orchard).

### Neues Jahrtausend
Im Rahmen der Sechs-Parteien-Gespräche zeichnete sich am 13. Februar 2007 eine Zusage Nordkoreas ab, im Austausch gegen 50.000 Tonnen Schweröl die Nyŏngbyŏn-Anlagen zu schließen und Inspektionen durch Ausländer zuzulassen. Nach einigen Verzögerungen und einem überraschenden Besuch des US-amerikanischen Sonderbotschafters Christopher Hill in Pjöngjang sicherte Nordkorea am 22. Juni 2007 zu, die Plutonium produzierende Anlage im Laufe der nächsten drei Wochen abzuschalten. In den Gesprächen ging es um die Umsetzung der Zusage Nordkoreas, sein Kernwaffenprogramm zu beenden. Die Inspektoren der Internationalen Atomenergie-Organisation (IAEO) bestätigten nach einer Besichtigung der Atomanlagen am 15. Juli 2007, dass der Reaktor abgeschaltet wurde.
Als sichtbares Zeichen für den Abbau seines Atomprogramms sprengte Nordkorea am 27. Juni 2008 den Kühlturm des Nyŏngbyŏn-Reaktors. Einen Tag zuvor hatten Regierungsvertreter in Peking detaillierte Informationen zum nordkoreanischen Atomprogramm übergeben. Eine detaillierte Kontrolle der Atomanlage lehnte die nordkoreanische Regierung aber zunächst ab.
Ende August 2008 kündigte das nordkoreanische Außenministerium die Aussetzung des Rückbaus der Anlage Nyŏngbyŏn an. Stattdessen wolle man den Kernreaktor wieder aufbauen. In einer Erklärung am 19. September 2008 kündigte Nordkorea an, die Wiederinbetriebnahme der Anlage vorzubereiten, da die USA das Land noch immer nicht von der Liste der sogenannten „Schurkenstaaten“ entfernt habe. Internationale Beobachter sahen in der Ankündigung den Versuch Nordkoreas, entgegen den Absprachen in den Sechs-Parteien-Gesprächen das Kernwaffenprogramm wiederaufzunehmen.
Anfang Oktober 2008 erklärte sich Nordkorea wieder bereit, die Ergebnisse der Sechs-Parteien-Gespräche anzuerkennen und neue Inspektionen der kerntechnischen Anlage von Nyŏngbyŏn zuzulassen. Die Vereinigten Staaten strichen daraufhin am 11. Oktober Nordkorea mit sofortiger Wirkung von der Liste der Schurkenstaaten. Einen Tag später kündigte Nordkorea die Abschaltung der Anlage von Nyŏngbyŏn an.

### Entwicklungen ab 2010
Eine Kehrtwende vollzog das Regime offenbar im Jahr 2010. Nach einem Bericht des US-Atomwaffenspezialisten Siegfried Hecker wird die Anlage von Nyŏngbyŏn wieder betrieben. Zusätzlich zu der Aufbereitung der vorhandenen Brennelemente gibt es dort laut Heckers Bericht inzwischen auch einen fortschrittlichen Komplex zur Urananreicherung sowie entsprechende Steuerungstechnik. 
Ein experimenteller Leichtwasserreaktor (LWR) direkt vor dem 5-MWe Nyŏngbyŏn-Reaktor mit einer Leistung von 25 bis 30 Megawatt ist im Bau. Im Jahr 2015 war der Status des experimentellen LWR als unbekannt angegeben. Die IAEO hat jedoch Evidenzen aus dem Jahr 2023, die auf einen Betrieb hindeuten.
Nordkoreanische Staatsmedien meldeten am 2. April 2013, Nordkorea wolle den Nyŏngbyŏn-Reaktor wieder hochfahren. Es würden Maßnahmen für eine Wiederinbetriebnahme des Reaktors und anderer Einrichtungen getroffen. Kurz zuvor, am 12. Februar 2013, hatte Nordkorea einen unterirdischen Atomwaffentest durchgeführt. Im Juni 2013 meldete das US-Korea-Institut an der Johns Hopkins University auf seiner Homepage, Satellitenbilder zeigten, dass der Kühlturm des Nyŏngbyŏn-Reaktor wieder instand gesetzt wurde. Satellitenbilder vom 31. August 2013 zeigten, dass weißer Rauch von einem Gebäude in der Nähe der Reaktorhalle aufsteige, in dem die Dampfturbinen und die elektrischen Generatoren stehen. Das deute darauf hin, dass der Reaktor in Betrieb genommen wurde. Am 5. September 2014 wurde ein Bericht der IAEA veröffentlicht nach dem der Reaktor offenbar wieder in Betrieb sei. Entsprechende Hinweise wurden auf Satellitenbildern gefunden.
In dem Jahr 2021 wurde berichtet, der Nyŏngbyŏn-Reaktor sei in Betrieb. Das Land setzt jedoch seit einigen Jahren auf die Anreicherung von Uran durch Gaszentrifugentechnologie, ebenfalls gelegen am Standort Nyŏngbyŏn.
Alle weiteren Entwicklungen siehe das nordkoreanischen Kernwaffenprogramm.

## Weitere der Nuklearanlagen in Nordkorea
- In T'aech'ŏn wurde mit dem Bau eines 200-MWth Kernreaktors begonnen. Der Bau wurde nach dem Vertrag von 1994 eingestellt.
- Ein ziviles Kernkraftwerk Kŭmho im Rahmen des Korean Peninsula Energy Development Organization (KEDO) wurde in 2 Anläufen ab 1987 bzw. 1994 nur in Ansätzen errichtet.

Nordkorea hat seine nuklearen explosiven Geräte bzw. Kernwaffen in Punggye-ri in der Provinz Hamgyŏng-pukto getestet.